# NGC 5179
NGC 5179 este o liner situată în constelația Fecioara. A fost descoperită în 5 mai 1883 de către Sherburne Wesley Burnham⁠(d). Se află la o distanță de 105,99 megaparseci de Pământ.